# Robert Nouwen

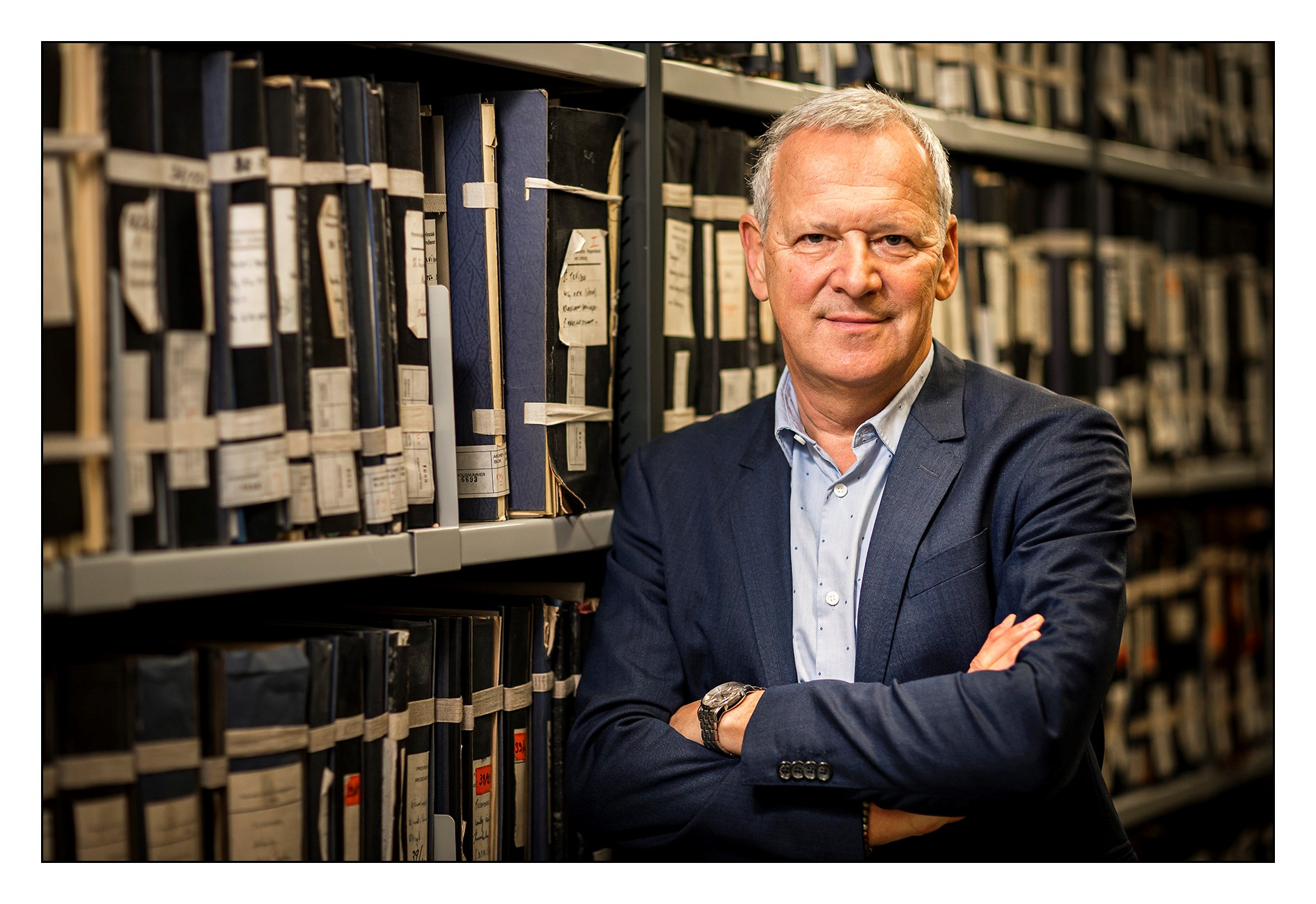
Robert Nouwen

Robert Nouwen (Bree, 20 maart 1959) is een Vlaams historicus en publicist.
Hij studeerde geschiedenis en archeologie aan de Katholieke Universiteit Leuven waar hij in 1993 onder de leiding van Prof. Dr. Hubert Devijver zijn doctoraat behaalde over “De Tungri in het Imperium Romanum”. Hij was gedurende vier jaar werkzaam in het onderwijs. Van 1987 tot 2009 was hij professioneel actief in de museumsector, eerst als conservator van het Gallo-Romeins Museum Tongeren (1987-1998). In die hoedanigheid coördineerde hij de inhoudelijke uitwerking van de eerste grote uitbreiding van het Provinciaal Gallo-Romeins Museum te Tongeren. Als collectiebeheerder van het Openluchtmuseum Bokrijk (1998-2009) tekende hij onder meer verantwoordelijk voor de bouw van een nieuw en vooruitstrevend museumdepot. Hij bekleedde de functie van archivaris van de Provincie Limburg van 2009 tot februari 2014 en van 2021 tot 2023. Van 2014 tot begin 2019 was hij directeur erfgoedcollecties van de Koninklijke Bibliotheek van België.  Op dit ogenblik is hij actief als onafhankelijk onderzoeker en docent bij de Davidsfonds Academie. Hij is lid redacteur bij de Maaslandse Monografieën en Limburg - Het Oude Land van Loon. Van Limburg-Het Oude Land van Loon was hij hoofdredacteur tussen 1995 en 2005. Hij publiceerde talrijke bijdragen op het vlak van Gallo-Romeinse archeologie en geschiedenis, landelijke geschiedenis van de 19de en de vroege 20ste eeuw en museologie. Robert Nouwen is lid van Koninklijke Academie voor Oudheidkunde van België.